# Шадек (гміна Цекув-Кольонія)
Шадек (пол. Szadek) — село в Польщі, у гміні Гміна Цекув-Кольонія Каліського повіту Великопольського воєводства.
Населення — 239 осіб (2011).
У 1975-1998 роках село належало до Каліського воєводства.

## Демографія
Демографічна структура станом на 31 березня 2011 року:
|          | Загалом | Допрацездатний вік | Працездатний вік | Постпрацездатний вік |
| -------- | ------- | ------------------ | ---------------- | -------------------- |
| Чоловіки | 114     | 20                 | 76               | 18                   |
| Жінки    | 125     | 24                 | 75               | 26                   |
| Разом    | 239     | 44                 | 151              | 44                   |